# Agustín Basave Fernández del Valle
Agustín Basave Fernández del Valle (Guadalajara, Jalisco, 3 de agosto de 1923 - Monterrey, Nuevo León, 14 de enero de 2006) fue un filósofo, escritor, catedrático, jurisconsulto católico mexicano, notable por su pensamiento filosófico y político. Padre del político y académico Agustín Basave Benítez, expresidente del PRD y abuelo del escritor Daniel Salinas Basave.

## Biografía
Aunque nació en Guadalajara, a muy temprana edad se avecindó en la ciudad de Monterrey; fue hijo de Agustín Basave del Castillo Negrete y de Margarita Fernández del Valle Newton. Fue licenciado en Ciencias Jurídicas por la Universidad de Nuevo León, y estudió Humanidades y Periodismo en la Universidad Hispanoamericana de Santa María de la Rábida, así como en la Universidad Internacional Menéndez y Pelayo. Era doctor en Derecho por la Universidad Complutense de Madrid; doctor H.C. en Philosophie et Lettres por L’Université Internationale Moctezuma, y doctor en Filosofía por la Universidad de Yucatán.
Fue rector emérito de la Universidad Regiomontana; profesor del Instituto Tecnológico y de Estudios Superiores de Monterrey: profesor emérito, director general de Estudios Superiores, director de la Facultad de Filosofía y Letras y fundador y director del Centro de Estudios Humanísticos de la Universidad Autónoma de Nuevo León; profesor del Seminario Arquidiocesano de Monterrey profesor en la Universidad de Monterrey y en la Universidad Cervantina; catedrático huésped de la Academia Internacional de Filosofía en el Principado de Liechtenstein y en la Universidad del Salvador. Fue miembro correspondiente de la Academia Mexicana de la Lengua a la cual ingresó el 9 de marzo de 1962. Fue diplomático y notario público.
Con más de 30 libros publicados, Agustín Basave Fernández del Valle es uno de los pensadores más notables de México y del mundo contemporáneo, y muchas de sus obras han sido traducidas al inglés, francés, alemán, portugués, griego, polaco e italiano, las que son temas constantes en tesis universitarias en diversas partes del mundo. En su obra campea siempre la idea de realizar íntegramente su individualidad finita, que se sustenta en una raíz cristiana y en la búsqueda de una filosofía integral del  hombre.
Agustín Basave estuvo casado en primeras nupcias con Emilia Benítez Jiménez, quien murió, siendo aún joven, a causa de complicaciones con la diabetes, y en segundas nupcias con Patricia Garza Morton. De su primer matrimonio, con Emilia Benítez Jiménez, tuvo siete hijos, cinco mujeres y dos hombres: Emilia, Patricia, Cristina, Ana, María de la Luz, Agustín y José Manuel (en orden de nacimiento).

## Obras
De entre sus obras sobresalen:  
- Filosofía del derecho internacional
- Filosofía del hombre
- Filosofía del Quijote
- Ideario filosófico
- La sinrazón metafísica del ateísmo
- Metafísica de la muerte
- Teoría del Estado - fundamentos de filosofía política;
- Teoría de la democracia,
- Tratado de metafísica, Teoría de la Habencia
- Tratado de filosofía. Amor a la sabiduría como propedéutica de salvación
- Vocación y estilo de México. Fundamentos de mexicanidad;
- Fisonomía de Hernán Cortés ante la juventud actual
- La escuela iusfilosófica española de los siglos de oro
- La cosmovisión de Franz Kafka
- Pensamiento y trayectoria de Pascal
- Samuel Ramos, Miguel de Unamuno y José Ortega y Gasset
- José Vasconcelos, el hombre y su sistema
- Breve historia de la filosofía griega
- El romanticismo alemán
- Existencialistas y existencialismo
- Ser y quehacer de la Universidad
- Visión de Andalucía
- Visión de los Estados Unidos -vocación y estilo del norteamericano.